# Гринвилл (Северная Каролина)
Гринвилл (англ. Greenville) — город в Северной Каролине. Административный центр округа Питт. Расположен на реке Тар. Это центр здравоохранения, культуры и образования восточного прибрежного региона штата. На 2008 год город насчитывал 79 629 жителей, по населению Гринвилл является 10-м городом Северной Каролины. Агломерация Гринвилла — 172 472. В городе находится Восточно-Каролинский университет и Мемориальный госпиталь округа Питт, один из крупнейших госпиталей Северной Каролины.

## История

### Основание
Гринвилл был основан в 1771 году как Мартинсборо в честь первого губернатора Джошуа Мартина. В 1774 году город был перемещён на три мили западнее на южный берег реки Тар. В 1786 году город стал называться Гринсвилл (Greenesville) в честь генерала Натаниэля Грина, героя войны за независимость США. Позже название было упрощено и город стал называться Гринвилл.

### XIX век
В ранние годы развития Гринвилла река Тар была судоходной и к 1860-м годам на ней существовало несколько пароходных линий, перевозящих пассажиров и товары. Наиболее важным товаром был хлопок и Гринвилл стал важным экспортным хлопковым центром. К концу XIX века таким товаром стал табак и Гринвилл превратился в ведущий центр Северной Каролины по торговле и хранению табака.

### XX век
Более века Гринвилл был известен торговлей табаком и колледжем. В марте 1907 года колледж был преобразован в школу повышения квалификации учителей. К середине 1960-х годов Восточно-Каролинский колледж стал третьим крупнейшим государственным колледжем штата. К тому времени в нём училось 8 тыс. студентов. В 1967 году колледж стал Восточно-Каролинском университетом. В 1977 году при нём открылась медицинская школа. К концу XX века университет насчитывал 18 тыс. студентов.
Экономическое развитие началось с 1968 года, когда в городе появилась крупнейшая фармацевтическая компания Burroughs Wellcome. В городе и округе Питт действуют и другие крупные промышленные компании, такие как Harper Brush, Hyster-Yale Materials Handling Group, Grady-White Boats и ASMO. В Гринвилле находится штаб-квартира крупнейшего мирового производителя гамаков HammockSource.

### Ураган Флойд

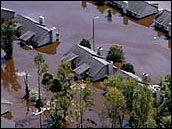
Вышедшая из берегов река Тар затопила дома после урагана Флойд.

В сентябре 1999 года по восточной части Северной Каролины прошёл сильный ураган Флойд. При этом ночью за несколько часов выпало 43 см осадков. Многие жители не знали об опасности наводнения пока их дома не оказались затоплены. Река Тар вышла из берегов, что оказалось самым сильным за последние 500 лет наводнением. При этом предыдущий ураган Дэнис, дважды прошедший по Северной Каролине в предыдущем месяце, вызвал в сумме более 500 мм осадков. В некоторых районах Гринвилл вода достигла почти двухметрового уровня. Потери в результате урагана и последовавшего за ним наводнения составили около 2 млрд. долларов.

## Экономика
В Гринвилле расположены штаб-квартиры следующих компаний: Vidant Health, NMHG Americas, Grady White, Metrics и Attends Health Care Products. Исторически городская экономика была сфокусирована на обработке и продаже табака. В настоящее время акцент сместился в сторону здравоохранения, образования и производства. Крупнейшими работодателями Гринвилла являются Vidant (ранее Мемориальный госпиталь округа Питт) и Восточно-Каролинский университет.